# Muchovník olšolistý
Muchovník olšolistý (Amelanchier alnifolia) je vytrvalá, opadavá dřevina, obvykle keřovitého vzrůstu pocházející ze Severní Ameriky. Je jedním ze čtyř nepůvodních druhů rodu muchovník, které se v české přírodě vyskytují a je považován za příležitostný neofyt. Je vysazován v parcích jako okrasná rostlina a v zahradách pro jedlé plody vzhledem podobné borůvkám.

## Rozšíření
Rostlina pochází z vlhkých světlých lesů severozápadu Severní Ameriky, kde se komerčně pěstuje i na plantážích. Za původní areál je považována celkem široká oblast, které zahrnuje jih Aljašky, téměř celou Kanadu a severozápad a jihozápad Spojených států amerických. Dřevina byla dovezena do Evropy, kde se začala pěstovat v zahradách a v některých státech, hlavně severských, zplaněla do volné přírody. V současně tak roste například v Německu, Norsku, Švédsku, Estonsku i na severozápadě Ruska.
V České republice je muchovník olšolistý řídce pěstován v parcích a zahradách, odkud se díky semenům roznášeným ptáky ojediněle dostává mimo vyhrazená území. V přírodě byl poprvé zjištěn v Prokopském údolí roku 1979 a později v Průhonicích, Roztokách a Hluboké nad Vltavou.

## Ekologie
V domovině roste na kamenitých svazích, v křovinách, ve světlých lesích a po jejich okrajích, stejně jako na nesečených horských loukách, kde se vyskytuje v nadmořské výšce do 3600 m. Na půdu není příliš náročný, špatně se mu daří jen na dlouhodobě suchém stanovišti. Přestože nejlépe roste na plném slunci, snese i částečný polostín. Ve středoevropských podmínkách kvete v dubnu a květnu, plody dozrávají v červnu a červenci. Přes své brzké kvetení nebývají květy poškozovány jarními mrazíky, obvykle snesou pokles teplot až -5 °C a rostliny dobře přezimují i při -40 °C. Životnost muchovníku olšolistého bývá 40 až 50 let a v Evropě téměř není napadán škůdci. Plody nedozrávají současně, za slunného a teplého počasí se sklízí na dvakrát, za chladného a deštivého postupně. Při pěstování bez ochrany je běžné, že ptáci sklidí plody ještě před jejich zralostí.

## Popis
Opadavý, vzpřímený keř nebo menší strom 2 až 4 m vysoký, s letorosty zpočátku šedavými a později červenohnědými až hnědými. Vyrůstá z kořenů dosahujících až do hloubky 140 cm a rozložených do dvojnásobku průměru koruny. Pupeny na letorostech jsou vejčitého tvaru, na konci zašpičatělé a vínově červeně zbarvené. Kožovité, střídavé listy s asi 1 cm dlouhými řapíky mají čepele eliptické až vejčité, 3 až 4,5 cm dlouhé a 2 až 3,5 cm široké, na bázi okrouhlé až srdčité a na vrcholu tupě špičaté. V mládí jsou na spodní straně plstnaté a později lysé, po obvodě mají na každé straně více dopředu směřujících zubů bez osinkaté špičky. Čárkovité palisty brzy opadávají.
Hroznovitá květenství dlouhá 3 až 5 cm jsou vzpřímená, hustá a bývají složená ze sedmi až jedenácti bílých, vonných květů s asi 1 cm dlouhými stopkami. Jejich miskovité češule jsou 3 mm velké, pět vytrvalých kališních lístků je 3 mm dlouhých, 1,5 mm širokých a za plodu nazpět ohnutých, pět bílých korunních lístků je obvejčitých, 12 mm dlouhých a 5 mm širokých. V květu je dále až 20 tyčinek s bílými nitkami a hnědými prašníky, pětičetné gyneceum, spodní semeník se čtyřmi nebo pěti různě dlouhými a navzájem srostlých čnělkami převyšují okraj malvice, které přetrvávají na zralém plodu jako tvrdý trn. Květ je opylován hmyzem, nejčastěji včelami a je samosprašný.
Plod je kulovitá, dužnatá, 8 až 15 mm velká malvice, která je ve zralosti modročerná a ojíněná, sladká a šťavnatá, na povrchu hladká a na vrcholu má věnec zaschlých kališních zubů. Obsahuje tří až deset semen obklopených blanitým endokarpem, který vytváří přihrádky semenných pouzder.

## Rozmnožování

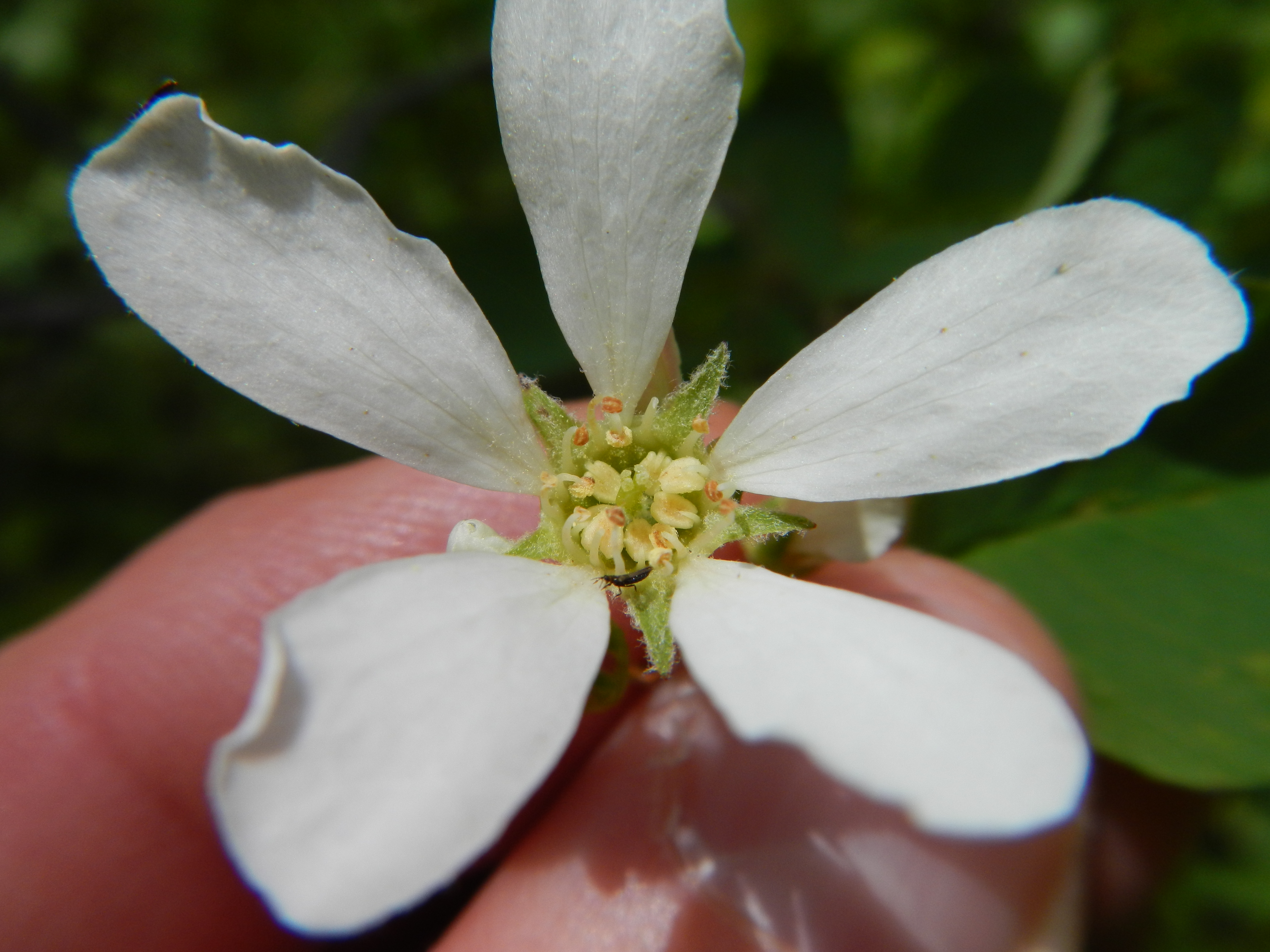
Květ

Rostlinu lze množit dřevnatými řízky na jaře a měkkými řízky koncem léta, stejně jako oddělky kořenů. Semena si udržují klíčivost asi pět let, na jaře se mohou vysévat semena stratifikována tři až čtyři měsíce v chladnu a vlhku. Mladé rostlinky se sází na stanoviště do sponu 60 cm a pro rozvětvení se řežou výhony v prvém roce na 1/3 délky, stejně se postupuje i druhým rokem tak, aby keř měl 10 až 15 výhonů. Třetího roku začíná plodit, délka výhonů se udržuje na úrovní 2 až 2,5 m.

## Význam
Je pěstován jako nenáročný, okrasný keř, jehož čerstvé plody jsou svým vzhledem i složením blízké plodům borůvek, obsahují ve 100 g asi 3,6 mg vitamínu C, 152 mg fenolů, 178 mg anthokyanů, 61 mg flavonolů a okolo 10 % cukrů. Z plodů se obvykle lisuje šťáva karmínové barvy (pro vyšší výtěžnost je vhodné nechat plody po sklizni asi týden přezrát) nebo se z nich vyrábějí džemy a kompoty. Lze je také sušit na rozinky. Průměrná úrodnost ze staršího keře bývá okolo 10 kg. Patří k nejranějším medonosným rostlinám a jeho květy bývají lákadlem pro včely i motýly.
Dřevo je tvrdé a rovné, používá se nejčastěji pro rukojeti nástrojů. Při zahřátí ho lze tvarovat a po vychladnutí drží tvar. Keře mají rozlehlý kořenový systém a bývají proto sázené ke stabilizaci svahů i jako zábrana větrné eroze půdy.

## Galerie

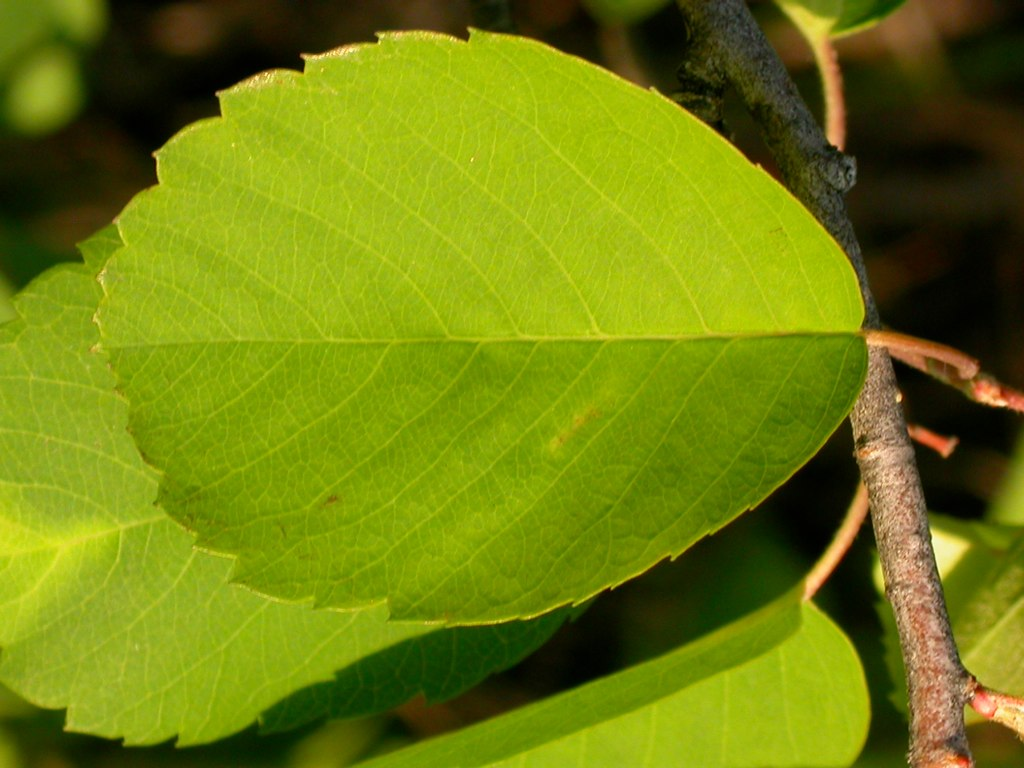
List
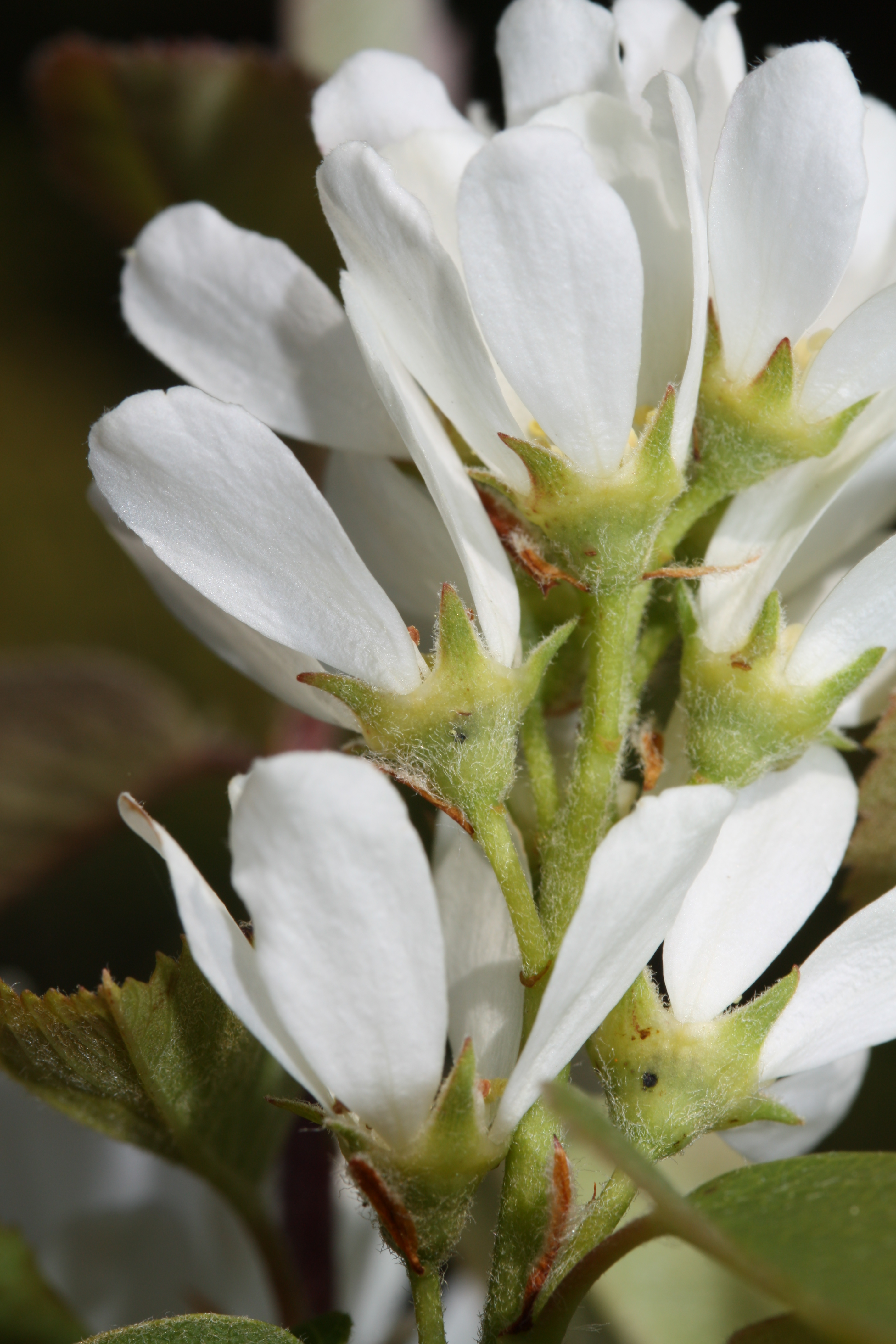
Květenství
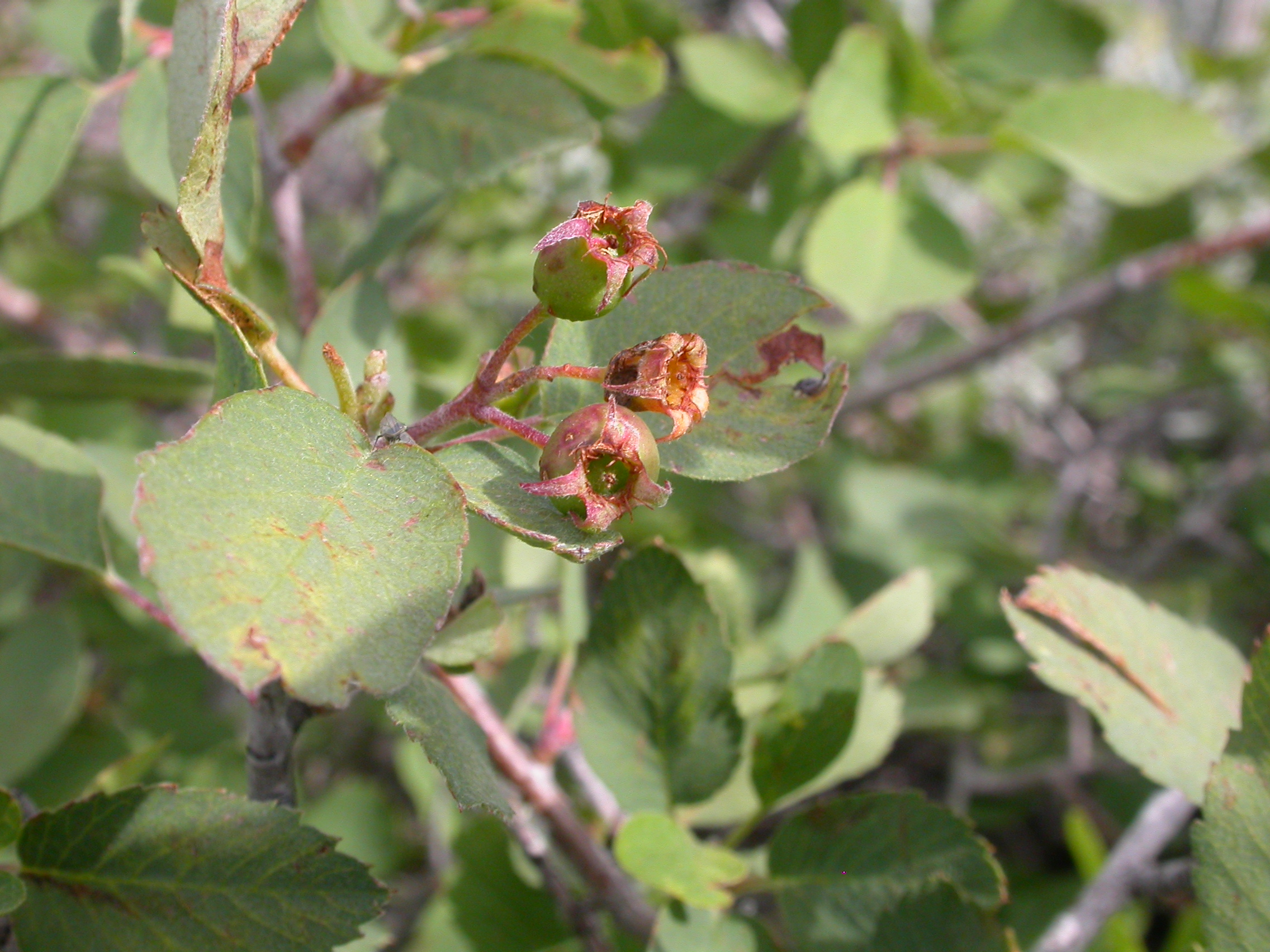
Nezralé plody
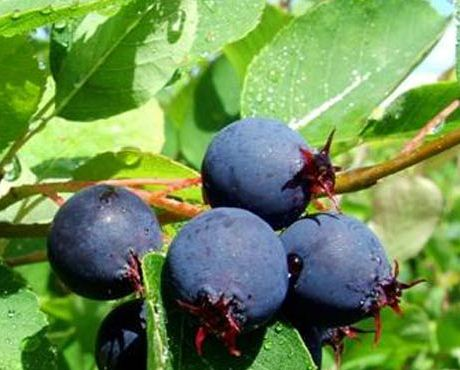
Zralé plody
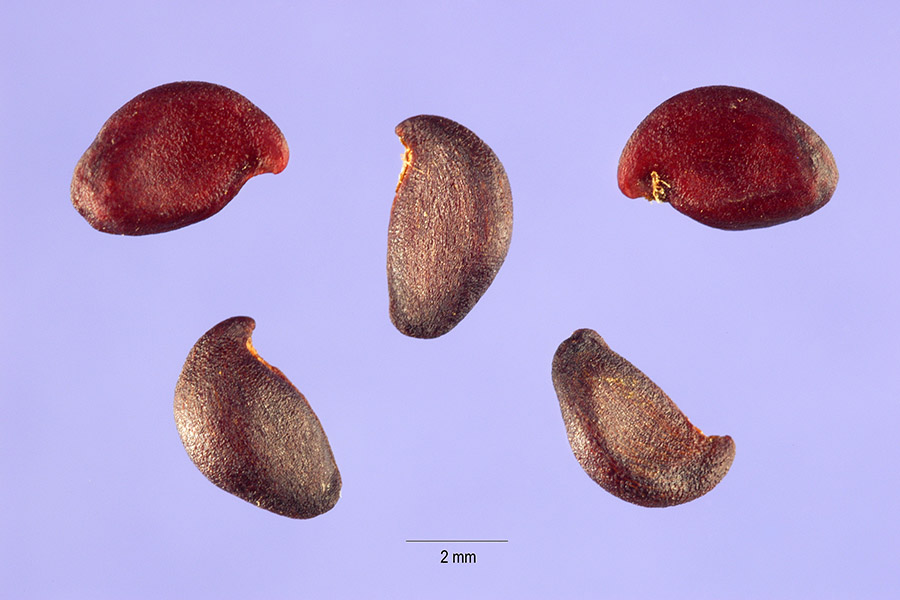
Semena